# بحيرة أفوكا
بحيرة أفوكا المعروفة سابقا باسم بحيرة ببولبارينج.
هي بحيرة ساحلية متوسطة مالحة مغلقة بشكل متقطع تقع في منطقة سنترال كوست (الساحل الأوسط) في نيوساوث ويلز ، أستراليا. بين مستوطنات شمال أفوكا وشاطئ افوكا ، بجوار الساحل الشرقي، على بعد حوالي 85 كم (53 ميل) شمال سيدني.

## الوصلات الخارجية
- "Gosford Lagoons & Sydney Northern Beaches". Office of Environment and Heritage. حكومة نيو ساوث ويلز  [لغات أخرى]‏. مؤرشف من الأصل (map) في 2017-11-07.{{استشهاد ويب}}:  صيانة الاستشهاد: علامات ترقيم زائدة (link)
- McCormack, Robert B. (سبتمبر 2010). "Avoca Lagoon Catchment: Freshwater Aquatic Biodiversity Survey" (PDF). Australian Aquatic Biological Pty Ltd. Gosford City Council  [لغات أخرى]‏. مؤرشف من الأصل (PDF) في 26 June 2014. اطلع عليه بتاريخ 6 April 2013.{{استشهاد ويب}}:  صيانة الاستشهاد: علامات ترقيم زائدة (link)
- "Gosford Coastal Lagoons Processes Study: Volume 1: Main Report & Figures" (PDF). Cardno LawsonTreloar. Gosford City Council  [لغات أخرى]‏. يوليو 2010. مؤرشف من الأصل (PDF) في 26 March 2012. اطلع عليه بتاريخ 6 April 2013.{{استشهاد ويب}}:  صيانة الاستشهاد: علامات ترقيم زائدة (link)
- "Gosford Coastal Lagoons Processes Study: Volume 2: Appendices" (PDF). Cardno LawsonTreloar. Gosford City Council  [لغات أخرى]‏. يوليو 2010. مؤرشف من الأصل (PDF) في 26 March 2012. اطلع عليه بتاريخ 6 April 2013.{{استشهاد ويب}}:  صيانة الاستشهاد: علامات ترقيم زائدة (link)